# Dierenarts

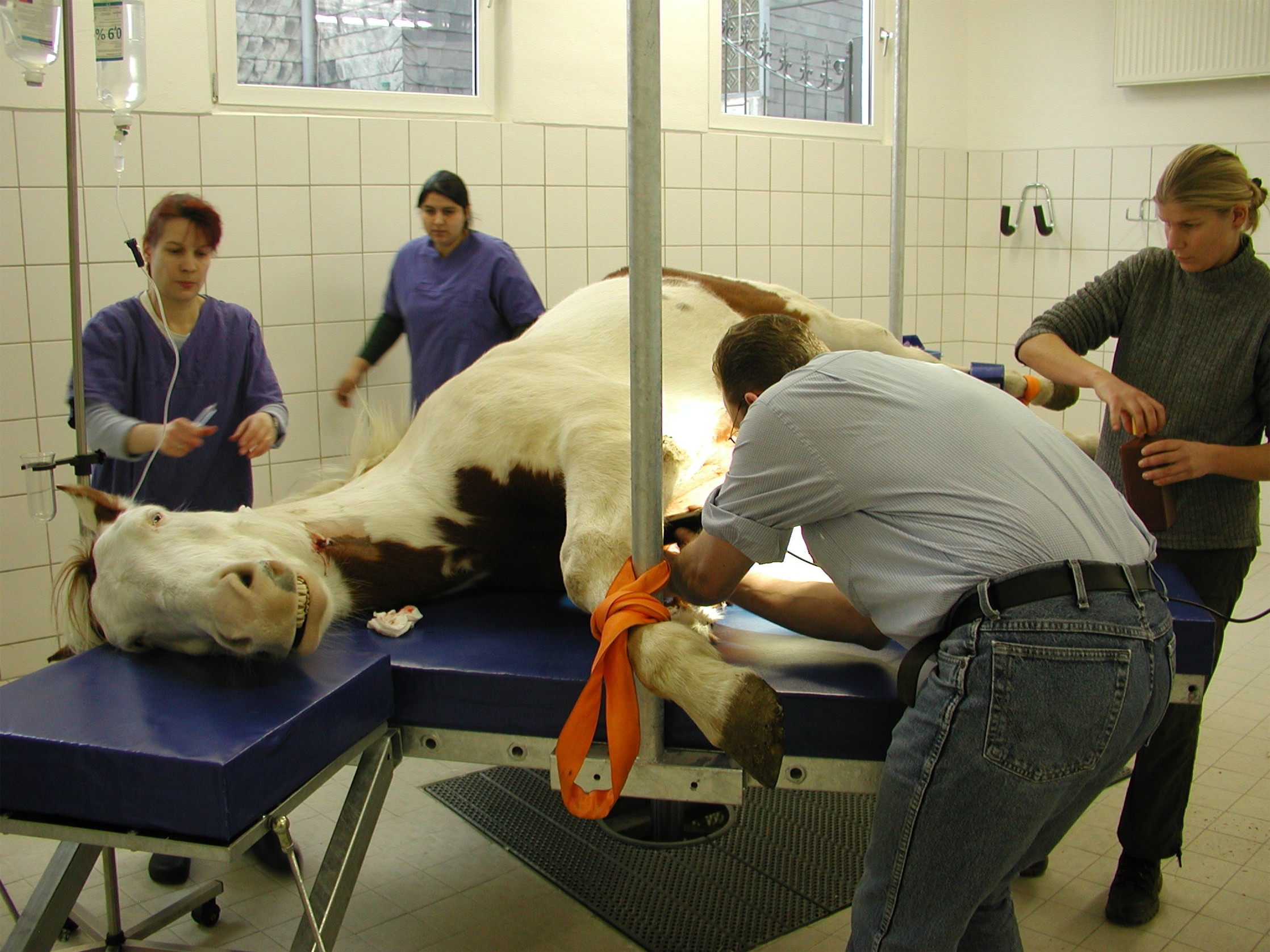
Dierenarts aan het werk

Een dierenarts behandelt zieke en gewonde dieren. Ook kan een dierenarts hulp bieden bij het voorkomen dat dieren ziek worden. Sommige dierenartsen behandelen uitsluitend of voornamelijk gezelschapsdieren (zoals honden, katten, vogels, konijnen), andere dierenartsen behandelen uitsluitend of voornamelijk paarden of landbouwhuisdieren (zoals koeien, varkens en kippen). Deze artsen worden gewoonlijk veearts genoemd.
In de landbouwsector speelt de dierenarts een belangrijke rol door het bieden van bedrijfsbegeleiding in de veehouderij. Het behandelen van een specifieke diersoort of groep diersoorten noemt men differentiatie. Voor een aantal diersoorten bestaan officiële certificeringen voor dierenartsen, zo zijn er gecertificeerde rundveedierenartsen en gecertificeerde varkensdierenartsen. Elke dierenarts is echter wettelijk bevoegd om elke diersoort (behalve de mens) te behandelen. Daarnaast kent de diergeneeskunde een aantal officieel erkende specialisaties, zoals veterinaire radiologie, veterinaire chirurgie, pathologie. Men mag zich slechts specialist noemen indien men is opgenomen in het officiële specialistenregister.
Er zijn ook dierenartsen die geen dieren behandelen (niet-praktiserend). Zij hebben bijvoorbeeld een bestuur- en beleidsfunctie, een wetenschappelijke of onderwijsfunctie, of werken in de industrie, bijvoorbeeld bij een farmaceutisch bedrijf.
Dierenartsen zijn in belangrijke mate betrokken bij de zorg voor de veiligheid van voedingsmiddelen van dierlijke oorsprong. Dit vakgebied noemt men veterinaire volksgezondheid.

## Cijfers Nederland en België
In Nederland werken ongeveer 4.400 dierenartsen en in België zo'n 6.300. Samen zorgen zij voor de gezondheid van onder andere 1,3 miljoen konijnen, 1,5 miljoen honden, 2,6 miljoen katten, 450.000 paarden, 1 miljoen schapen, 1 miljoen pelsdieren, 4 miljoen runderen, 12 miljoen varkens en 100 miljoen kippen. Sommige dierenartsen werken in het onderwijs, het bedrijfsleven of bij de overheid.

## Differentiatie en specialisatie

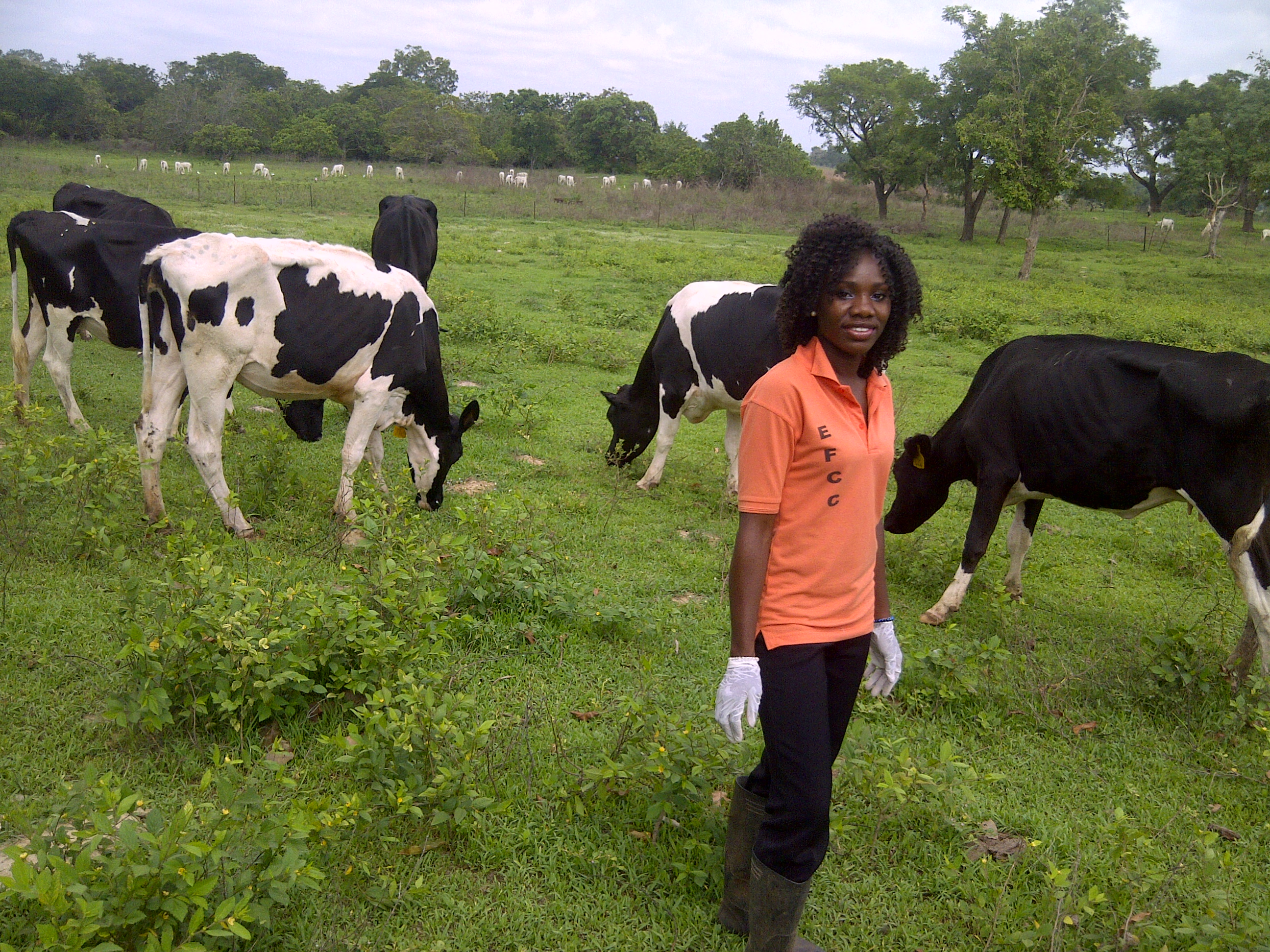
Dierenarts in Nigeria

Elke dierenarts mag volgens de wet alle dieren onderzoeken en behandelen, alleen behandeling van de mens is verboden. Steeds meer dierenartsen leggen zich toe op de behandeling van een beperkt aantal diersoorten. Een koe heeft immers andere aandoeningen dan een kat, een paard andere ziekten dan een kip. Dat verschillende dierenartsen verschillende werkzaamheden hebben wordt differentiatie genoemd. Differentiatie start al tijdens de opleiding.
Een dierenartsspecialist heeft, na de opleiding tot dierenarts, een aanvullende opleiding van 4 jaar gevolgd. Voorbeelden van veterinaire specialisten zijn de oogarts, dermatoloog, orthopeed, patholoog, microbioloog, specialist laboratoriumdieren en specialist veterinaire volksgezondheid.

## Taken dierenarts

### Diergezondheid
Een van de taken van de dierenarts is het genezen van dieren. Een andere taak van de dierenarts is ziektepreventie: vaccinatie, ontworming, tekenbestrijding, gezonde voeding en goede huisvesting. Bij gezelschapsdieren en paarden ligt de nadruk op het behandelen van individuele dieren. In de landbouwdierensector ligt de nadruk op bedrijfsbegeleiding: optimaliseren van de gezondheid van het hele koppel, preventie van potentiële problemen en koppelbehandeling.

### Dierenwelzijn
Een dierenarts geeft adviezen om pijn, dorst, honger, overgewicht, stress, verveling en angst bij dieren te voorkomen. Dierenartsen controleren of veetransport aan de regels voldoet. Als een dier niet kan genezen, mag een dierenarts het dier euthanaseren om uitzichtloos lijden te voorkomen.

### Volksgezondheid
Ziekten die van dier op mens kunnen overgaan, worden zoönosen genoemd. Ringworm, papegaaienziekte, kattenkrabziekte, hondsdolheid, ziekte van Weil en Q-koorts zijn voorbeelden van zoönosen. De samenwerking tussen dierenarts en mensenarts wordt "One Health" genoemd. Daarnaast werken dierenartsen als beroepsgroep samen om antibioticumresistentie terug te dringen. Er wordt gestuurd op het voorkomen van infecties zodat minder antibiotica nodig zijn. Wanneer een antibioticum toch nodig is, wordt er kritisch gekeken naar welk type antibioticum en de behandelduur om de kans op resistentie zo klein mogelijk te maken. Het afgelopen decennium is het antibioticumgebruik hierdoor flink gedaald.

### Voedselveiligheid
Dierenartsen hebben ook een taak in het veilig houden van producten van dierlijke oorsprong (melk, vlees, eieren). Ze letten op dat ziekmakende bacteriën, parasieten en/of medicijnrestanten niet in deze producten terechtkomen.

## 24 uur per dag, 7 dagen per week
Meerdere dierenklinieken in een regio werken vaak samen om 24 uur per dag, 7 dagen in de week zorg aan te bieden. In verschillende steden zijn spoedklinieken opgericht, onder andere in Amsterdam, Utrecht, Rijswijk, Dordrecht, Arnhem, Waalwijk en Geldrop. Deze zijn vergelijkbaar met een ziekenhuis in de humane gezondheidszorg, maar hebben ook verschillende specialisten in huis voor doorverwijzingen.

## Regelgeving
De taken en plichten van de dierenarts zijn wettelijk vastgelegd (in Nederland in de Wet dieren, geldend van 01-02-2015 t/m 30-06-2018). Sinds 2012 is elke boerderij verplicht een bedrijfsgezondheidsplan op te stellen. In het plan moet onder meer het antibioticumgebruik, een bedrijfsbehandelplan en samenwerking met een geborgde dierenarts vermeld staan. Ook bemoeit de overheid zich actief met het verminderen van erfelijke aandoeningen bij gezelschapsdieren.
Er zijn geen strikte regels tussen wat een dierenarts wel en niet aan medische handelingen mag uitvoeren. Daardoor kan een dierenarts veel ervaring hebben opgedaan in een specifiek deelgebied van de diergeneeskunde. Ook kan een dierenarts hebben doorgestudeerd tot specialist. Hierdoor ontstaan drie verschillende type dierenartsen.
Ten eerste is er de eerstelijns dierenarts, waarbij kleinere medische handelingen uitgevoerd, klinische onderzoeken worden gedaan, medicatie worden voorgeschreven en terugkomafspraken worden gedaan. Het kan zijn dat deze dierenarts moet doorverwijzen naar een dierenarts met veel ervaring (expert) of specialist, omdat deze tekortschiet in middelen of kennis en ervaring in een bepaald deelgebied.
Ten tweede hebben sommige dierenartsen expertise opgebouwd, bijvoorbeeld door meer (technische) middelen ter beschikking te hebben, of door nascholing te volgen. Dit wordt in de dierenkliniek soms een specialisatie van de kliniek genoemd, maar in feite heeft een expert niet doorgestudeerd om zich specialist te mogen noemen.
Ten slotte heeft de dierenarts-specialist na de dierenartsenopleiding een specialisatie gevolgd in een bepaald vakgebied. Deze krijgt een titel. Enkele voorbeelden hiervan zijn: EBVS (chirurgie), ECVAA (anesthesie) of ECVO (oogheelkunde). Dierenartsen met deze titels zijn dierenarts-specialisten. Deze titels worden geadministreerd door de EBVS, een Europees orgaan dat zich richt op specialisaties in de diergeneeskunde en daarmee de regelgeving in Europa verder vormgeeft.

## Opleiding en nascholing in Nederland en België
De studie diergeneeskunde duurt 6 jaar. Het is een universitaire studie. In Nederland kan de studie gevolgd worden in Utrecht. In Vlaanderen in Antwerpen (enkel de bachelor) en Gent.
Nederlandse dierenartsen die voldoende nascholing volgen, kunnen zich laten registreren bij het Centraal Kwaliteitsregister Dierenartsen (CKRD). Voor bepaalde dierenartsen is bijscholing verplicht. Dit geldt onder andere voor dierenartsspecialisten, keuringsdierenartsen en geborgde dierenartsen.

## Kosten dierenarts
Dierenartsen worden betaald per consult, onderzoek en/of ingreep. Veel dierenartsen verkopen ook diervoeding. In Nederland en België mogen dierenartsen ook medicijnen verstrekken.
Prijzen kunnen per dierenarts verschillen. In tegenstelling tot artsen in de humane zorg zijn dierenartsen btw-plichtig.
Eigenaren kunnen hun huisdier tegen ziektekosten verzekeren. Mensen die de basale zorg voor hun huisdier niet kunnen betalen, kunnen een verzoek voor financiële steun indienen bij speciaal daarvoor opgerichte stichtingen. 

## Dierenartspraktijk, dierenkliniek, dierenziekenhuis of specialistenkliniek
Dierenartsen zijn vrij in de naamgeving van hun dierenartsenpraktijk. De ereraad van de KNMvD heeft bepaald dat een dierenkliniek zich specialistenkliniek mag noemen als minimaal de helft van de werkzame dierenartsen specialist is. De andere namen zijn niet beschermd.

## Ketenvorming
Dierenartsen werken steeds vaker parttime en in loondienst. Schaalvergroting in de vorm van meermanspraktijken en ketenvorming neemt toe. Commerciële bedrijven als Dierendokters, IVC Evidensia, AniCura en het Britse CVS kopen op grote schaal praktijken op. In 2022 waren naar schatting ongeveer 20% tot 25% van de dierenartspraktijken onderdeel van een dergelijke keten. De belangrijkste ketens zijn AniCura (met ca. 107 dierenklinieken en ziekenhuizen in 2022) en Evidensia (met ca.307 dierenklinieken en ziekenhuizen in 2022). Net zoals in de dentale sector en humane gezondheidszorg zoeken grote (internationale) investeerders ook in de veterinaire sector naar investeringsmogelijkheden. Dit leidt vaak bij dit soort klinieken tot een structurele verhoging van de behandelkosten.

## Beroepsvereniging
Er zijn verschillende beroepsverenigingen voor dierenartsen. In Nederland zijn dit de Koninklijke Nederlandse Maatschappij voor Diergeneeskunde (KNMvD), het Collectief Praktiserende Dierenartsen (CPD) en de Vakgroep Praktijkhoudende Dierenartsen (VPhD). In Vlaanderen is dit sinds 2019 de VeDa Verenigde Dierenartsen.